# Pezzolo (Messina)
Pezzolo ist eine Fraktion von Messina. Sie liegt im Süden auf einem Hügel über der Straße von Messina, ungefähr 24 km vom Stadtzentrum entfernt.

## Geschichte
Die Gegend von Pezzolo war schon in der Antike bewohnt. Das Dorf entstand im Mittelalter, als die Küsten durch Angriffe der Sarazenen unsicher geworden waren. Nach der antispanischen Revolte von 1674 bis 1678 wurde Pezzolo mit Altolia, Molino und Briga Superiore an private Grundstücksbesitzer verkauft. Im Jahre 1727 wurden diese Grundstücke beschlagnahmt und kehrten in Staatseigentum zurück.
Im Jahre 1844 konnte sich das Dorf, nach einem Prozess vor dem Landesgericht (bei dem auch andere Dörfer beteiligt waren), von den Forderungen des Klosters San Placido di Calonero befreien.
Im Jahre 1866 beschlagnahmte der italienische Staat die Grundstücke der religiösen Gemeinschaften und verkaufte sie oder setzte sie zur Steuer an. Mehrere Grundstücke gingen in das Eigentum der Bürger des Dorfes über.

## Kirchen und Denkmäler
Die Pfarrkirche ist dem heiligen Nikolaus gewidmet und stammt aus der zweiten Hälfte des 17. Jahrhunderts. Schwer beschädigt vom Erdbeben des Jahres 1908, wurde sie in den darauf folgenden Jahren renoviert. Sie hat ein Portal, das aus der Schule von Antonello Gagini stammt.
Neben der Kirche ragt ein hoher Glockenturm, der laut einer dort angebrachten Inschrift 1598 erbaut wurde.
Über dem Dorf befand sich die Kirche der Madonna dell'Itria, die beim Erdbeben von 1908 zerstört wurde; von ihr sind nur mehr wenige kleine Fundstücke erhalten geblieben, während die Kirche der Madonna di Loreto, die der Gegend den Namen verliehen hat, weitgehend erhalten blieb. Diese Kirche, im Byzantinischen Stil, ist wohl im 8. Jahrhundert entstanden.

## Wirtschaft und Verkehr
Pezzolo liegt an der Strada Provinciale 35 und wird von der Linie 5 der Messineser Verkehrsbetriebe bedient.
Bis in die 1960er Jahre wurde ausschließlich Landwirtschaft betrieben. Typische Produkte sind Zitrusfrüchte, Oliven und Weintrauben. Bis zum Zweiten Weltkrieg wurde auch die Aufzucht der Seidenraupe und die Seidenproduktion betrieben.